# 昭和橋 (渡良瀬川)

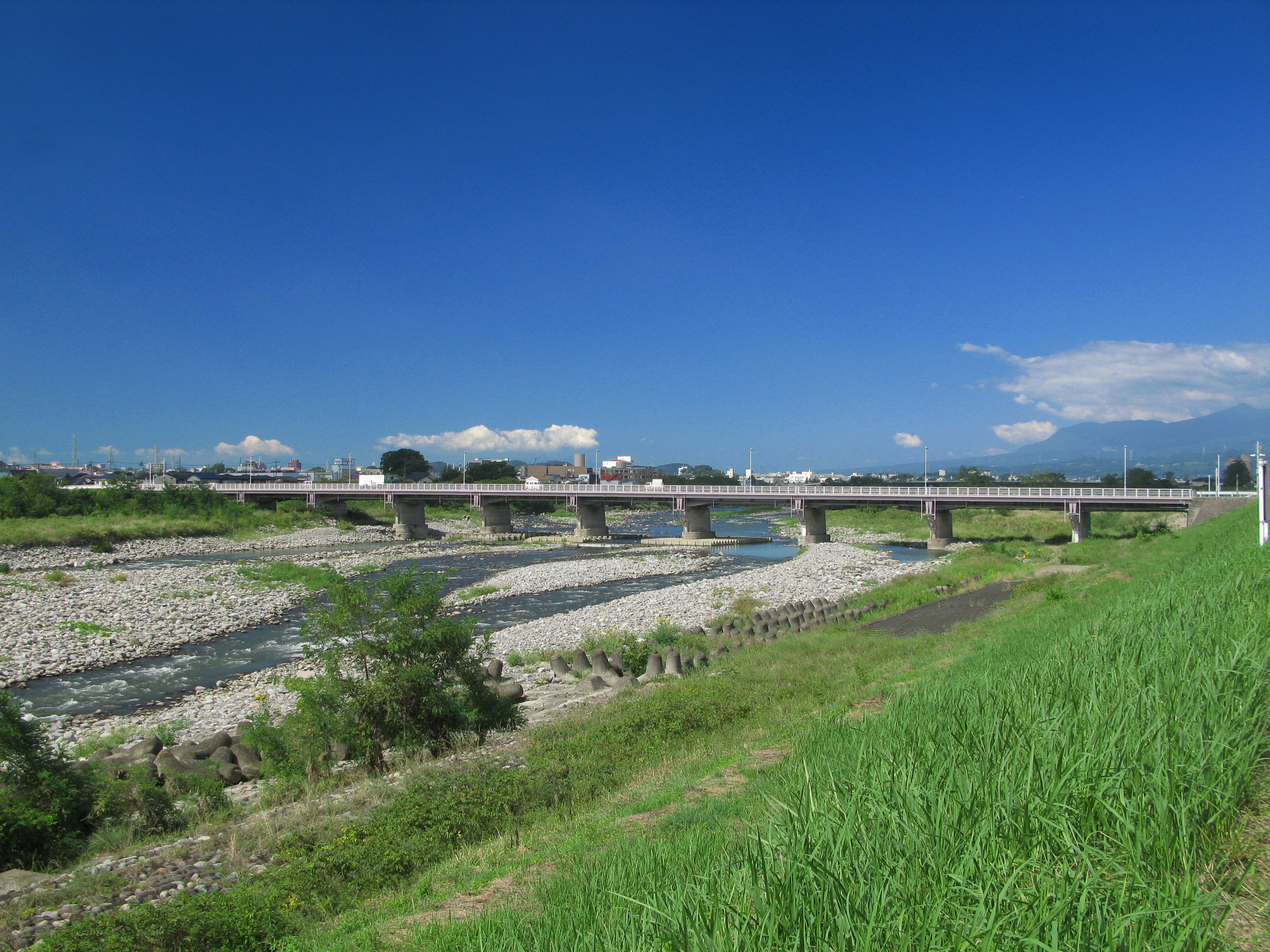
昭和橋（2012年9月）

昭和橋（しょうわばし）は、群馬県桐生市の渡良瀬川に架かる群馬県道332号桐生新田木崎線の橋である。

## 概要
橋長220.0m、幅員9.7m。桐生市琴平町と同市広沢町間ノ島の間に架かり、桐生旧市街と国道50号を結んでいる。上流側には中通り大橋が、下流側には松原橋がそれぞれ架かっている。

## 歴史
1941年（昭和16年）12月7日に開通した。橋長220.0m、幅員8.9m。歩道は始めは設置されていなかったが、後に下流側を拡幅し、そこに設けられている。
昭和橋の開通以前は、境野町上三堀と間ノ島の間にあった「間之島の渡し」によって往来していた。
桐生バイパス笠懸村鹿 - 桐生市広沢町4丁目間の開通に伴い、本道とバイパスを連絡するため、一時的に国道50号に指定されていた。広沢町6丁目 - 太田市只上町間の完成により桐生バイパスが全通すると国道の指定が解除された。

## 風景

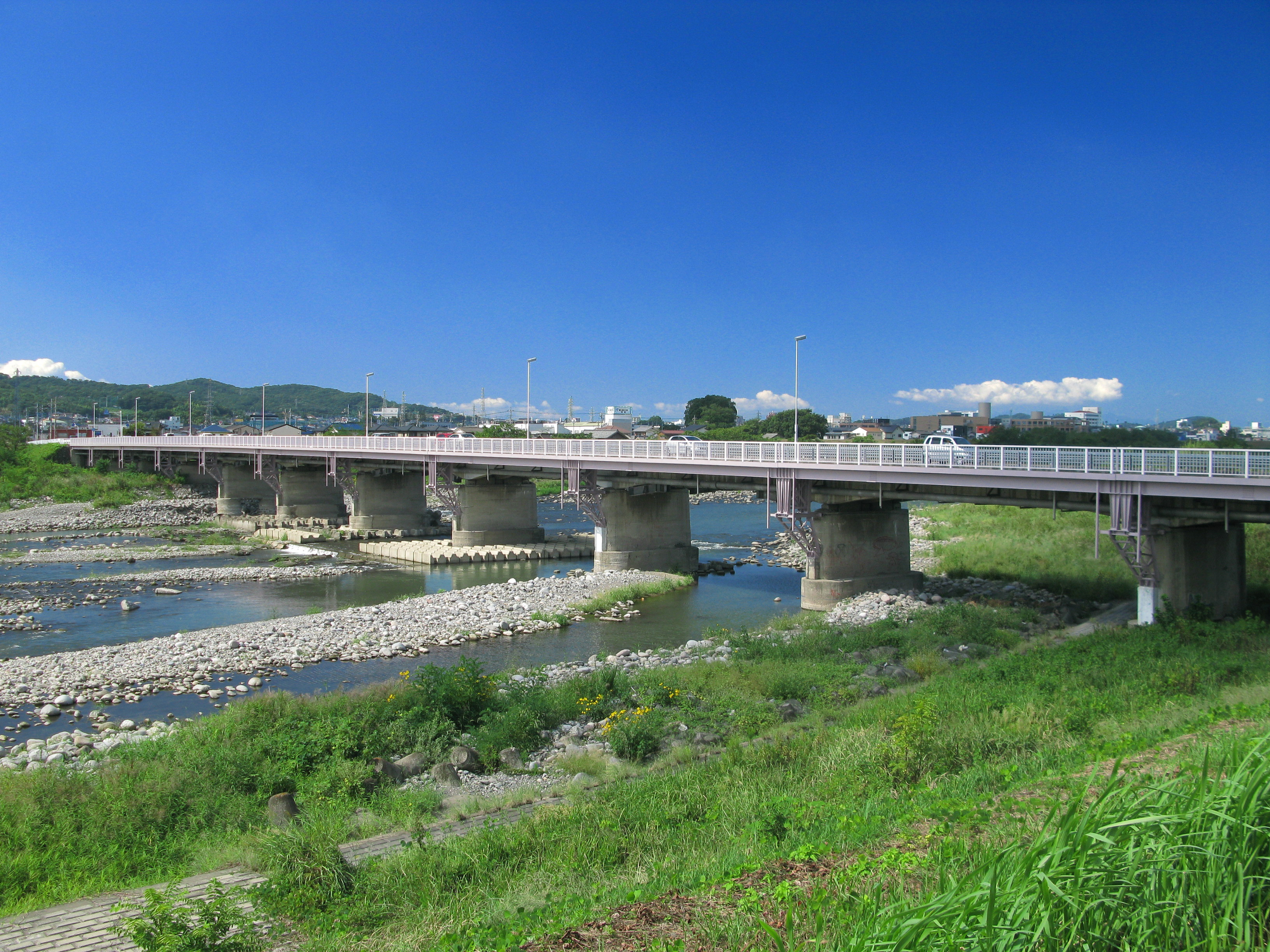
左岸下流側から
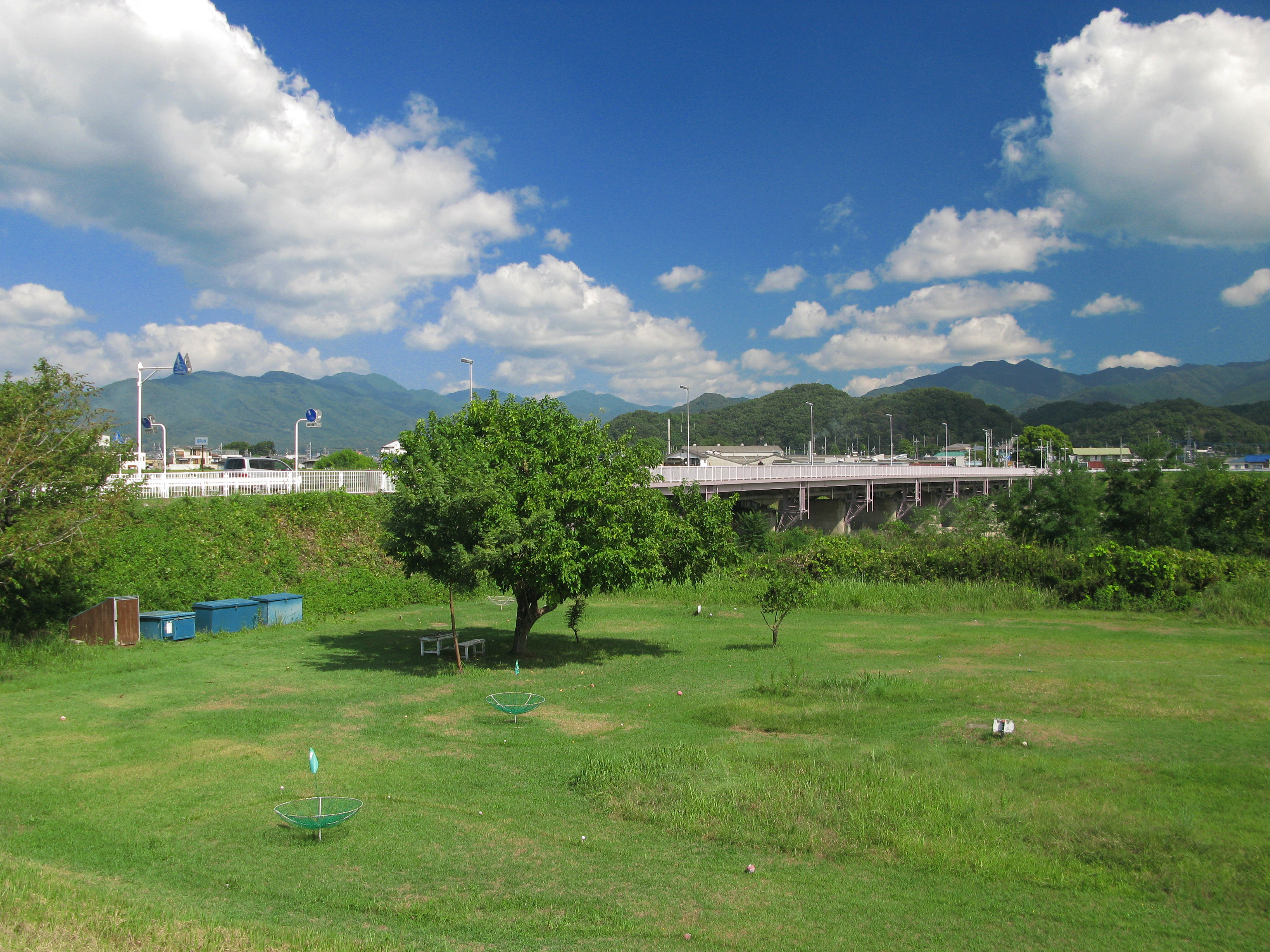
右岸下流側から

## 隣の橋
- 渡良瀬川

錦桜橋 - 中通り大橋 - 昭和橋 - 松原橋 - 葉鹿橋